# Президентські вибори у США 1864
Президентські вибори в США 1864 року проходили на тлі триваючої громадянської війни. Президент Сполучених Штатів Авраам Лінкольн вів передвиборчу кампанію проти колишнього генерала, що брав участь у війні, демократа Джорджа Макклеллана і був переобраний з великим відривом. Південні штати Конфедерації не брали участі у виборах.

## Вибори
Макклеллан виступав з партійною платформою «кандидата миру», але сам особисто не вірив у неї. Передвиборча кампанія проходила влітку 1864 року, після невдалої кампанії на Ред-Рівер та розгрому в «бою біля вирви». Крім їх тріумфального ходу, ціна війни ставала все вищою. Перспектива довгої нескінченної війни зробила пропозиції демократів про переговори все бажанішими. Однак, демократи зіткнулися з істотними внутрішньопартійними проблемами на національній партійної конвенції. Понад те, марш Вільяма Шермана на Атланту та перемоги Улісса Гранта, що змусив генерала Лі вести оборонні бої в Річмонді зробили очевидним факт безперечної перемоги Союзу.
Лінкольн вів свою передвиборчу кампанію під девізом «Коней на переправі не міняють». Для залучення демократів на свій бік республіканці тимчасово перейменували партію в Союз. Кандидатом у віцепрезиденти з Лінкольном йшов демократ від фракції війни Ендрю Джонсон, який так і не перейшов в республіканці після перемоги на виборах. Багато штатів дозволили голосувати солдатам, що значно додало голосів Лінкольну. Інша частина Республіканської Партії в Національний Союз не увійшла та спробувала створити Радикально-Демократичну Партію та висунути кандидатом у Президенти Джона Фермонта.

### Результати

На виборах 1864 року Авраам Лінкольн був переобраний президентом США.

| Кандидат          | Партія                                    | Виборці   | Виборці | Виборники |
| Кандидат          | Партія                                    | Кількість | %       | Виборники |
| ----------------- | ----------------------------------------- | --------- | ------- | --------- |
| Авраам Лінкольн   | Республіканська партія/Національна спілка | 2.218.388 | 55,0 %  | 212       |
| Джордж Макклеллан | Демократична партія                       | 1.812.807 | 45,0 %  | 21        |
| інші              |                                           | 692       | 0,0 %   | —         |
| Всього            | Всього                                    | 4.031.887 | 100 %   | 233       |